# Jo Yu-ri
Jo Yu-ri (kor. 조유리; 22 października 2001 w Pusan) – południowokoreańska piosenkarka i aktorka.

## Kariera
Zadebiutowała w 2017 w reality show Idol School w którym ostatecznie zajęła 15. miejsce. 11 maja 2018 Yu-ri wzięła udział w reality show Produce 48, gdzie uplasowała się na 3. miejscu. W tym samym roku dołączyła do zespołu IZ*ONE. 17 lutego 2020 wraz z zespołem wydała pierwszy album studyjny Bloom*Iz. 29 października 2021 opuściła zespół z powodu wygaśnięcia kontraktu. 24 września 2021 wydała swój debiutancki singel solowy „Glassy”. 
11 kwietnia 2022 zagrała swoją pierwszą rolę w serialu Mimicus. 2 czerwca 2022 wydała swój debiutancki minialbum jako solistka Op.22 Walc Y-dur. 7 czerwca zwyciężyła koreański program muzyczny The Show, emitowany na kanale SBS M.
W latach 2024–2025 wcielała się w rolę Kim Jun-hee w drugim i trzecim sezonie serialu Netflixa Squid Game.

## Dyskografia

### Minialbumy
| Rok                                                     | Dane dot. albumu                                                                                                | Najwyższe pozycje na listach | Najwyższe pozycje na listach |
| Rok                                                     | Dane dot. albumu                                                                                                | KOR                          | JPN                          |
| ------------------------------------------------------- | --- | ---------------------------- | ---------------------------- |
| 2022                                                    | Op.22 Y-Waltz: in Major - Wydany: 2 czerwca 2022 - Wytwórnia: WakeOne - Format: CD, digital download, streaming | 5                            | 27                           |
| 2023                                                    | Love All - Wydany: 9 sierpnia 2023 - Wytwórnia: WakeOne - Formaty: CD, digital download, streaming              | 11                           |                              |
| „–” oznacza, że album nie był notowany na danej liście. | |                              |                              |

### Single
| Rok                                                      | Tytuł                               | Najwyższe pozycje na listach | Najwyższe pozycje na listach | Album                   |
| Rok                                                      | Tytuł                               | KOR                          | KOR Billb.                   | Album                   |
| -------------------------------------------------------- | ----------------------------------- | ---------------------------- | ---------------------------- | ----------------------- |
| 2021                                                     | „Autumn Memories” (z Lee Seok-hoon) | 193                          | –                            | –                       |
| 2021                                                     | „Glassy”                            | 137                          | 84                           | Glassy                  |
| 2022                                                     | „Love Shhh!”                        | 97                           | 16                           | Op.22 Y-Waltz: in Major |
| 2022                                                     | „Loveable”                          | –                            | –                            | Op.22 Y-Waltz: in Major |
| 2023                                                     | „Taxi”                              | –                            | –                            | Love All                |
| „–” oznacza, że singel nie był notowany na danej liście. |                                     |                              |                              |                         |

## Filmografia

### Seriale
| Rok     | Tytuł                 | Rola              |
| ------- | --------------------- | ----------------- |
| 2022    | Mimicus               | Oh Ro-si          |
| 2022    | Work Later, Drink Now | Si-eun            |
| 2024–25 | Squid Game            | Kim Jun-hee (222) |